# Cadrema mesopleuralis
Cadrema mesopleuralis är en tvåvingeart som först beskrevs av Becker 1911.  Cadrema mesopleuralis ingår i släktet Cadrema och familjen fritflugor. Inga underarter finns listade i Catalogue of Life.